# Apistogramma
Az Apistogramma a bölcsőszájúhal-félék (Cichlidae) egyik neme. Az első egyedet Henry Walter Bates angol zoológus fedezte fel 1852-ben a brazíliai Rio-Cupaiba folyóban. A példányt elküldték a brit Természettudományi Múzeumba, ahol Guenée először rendszerezte az új fajt, még Heterogramma, illetve Aspidogramma taeniatus (syn.) néven.
1862-ben Albert Günther újra rendszerbe foglalta a fajt, Mesops taeniatus néven. A Guenée által használt, később feledésbe merült neveket Charles Tate Regan angol ichthiológus újra felélesztette, és 1913-ban megszületett a ma ismert Apistogramma elnevezés. Maga a szó a görög apistos és a latin gramma szavakból áll össze, amely a magyar fordítás szerint bizonytalan oldalvonalút jelent.
Az Apistogramma nem szinonim nevei:
- Biotodoma (Eigenmann & Kennedy, 1903)
- Heterogramma (Regan, 1906)
- Pintoichthys (Fowler, 1954)

## Elterjedés

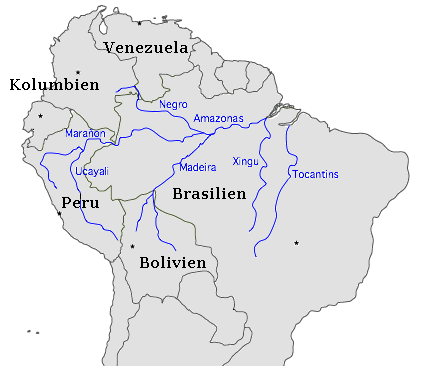
Elterjedési területe

Elterjedési területük az Orinoco és Amazonas egész vízrendszerét felöleli. Nagy területen találhatóak Paraguay és Guyana vízrendszerében, Argentína északi részén található mocsarakban (Pantanal) és folyókban, valamint Uruguayban a Rio-Tocantins és Belém területén a Rio-Capim folyórendszerben. Igen elterjedtek Venezuelában és Kolumbiában, illetve Peruban és Ecuadorban. Egyes fajok csak egy kicsi területen fordulnak elő, például az A. nijsseni (endemikus faj), melynek három kolóniája ismert egy alig 15 négyzetkilométeres területen Peruban, a Rio-Ucayali egyik mellékfolyójának, a Rio-Copalnak a vízrendszerében. A faj törzsalakja az Angamos-Departemento-Loreto falu melletti, Marigots des Tupacs nevű kis patakban található. Elterjedésük északi határa a brakkvizű Orinoco folyó deltatorkolata (A. sp. „Jurua”), déli határa a Parana folyórendszer Uruguay és Argentína határán (A. borellii).

## Tulajdonságok

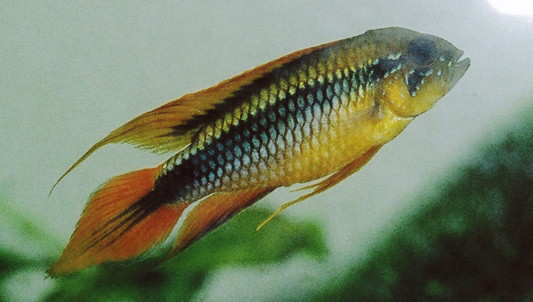
Apistogramma agassizii „Red-Gold”

Az ivari kétalakúság az Apistogramma fajoknál is szembetűnő. A hímek nagyobbak, mint a nőstények, jellemző rájuk a megnyúlt hát, farokalatti és páros hasúszók, egyes fajok farokúszója villásan megnyúltak (A. elizabethae), míg másoké hegyben végződőek (A. agassizii). Egyes fajoknál alakváltozatok is megtalálhatóak, például az A. macmasteri, vagy az A. mendezi fajok hímjeinél előfordul olyan változat, amelyeknél a farokúszó kicsit villás, míg egy másik változatnál ez teljesen hiányzik (kerek a farokúszó).
Az Apistogramma fajok színváltozatainak számát még megbecsülni sem lehet, ahány élőhely, annyiféle változat, nincs két egyforma populáció. A nőstények általánosságban egyszerű szürkés-barnássárga színezetűek, míg el nem jön az ívás ideje. Ekkor a legtöbb Apistogramma faj nősténye színt vált, besárgulnak és előtűnnek az addig rejtve maradó fekete mintázatok. 1984-ben Kolumbiából importáltak egy olyan A. hongsloi populációt az akkori Kelet-Németországba, amelyben spontán mutációként olyan nőstények voltak, melyek ivadéknevelő színezete nem sárga, hanem vörös. Ilyen mutáció az egyik vadonélő A. eunotus populációnál is előfordul, ahol a nőstények nászruhája viszont kék színű. A lerakott ikrák színe a legtöbb Apistogramma fajnál vörös színezetű, kivétel az A. diplotaenia, melynek az ikrája fehér. A legkisebb Apistogramma a 2005-ben felfedezett A. angayuara, a faj egyedeinek mérete 2–4 cm.

## Filogenetikus rendszerezés
Cichlidae (Teleostei: Perciformes)
- Geophaginae (Haseman, 1911)
  - Geophagini
    - Apistogramma

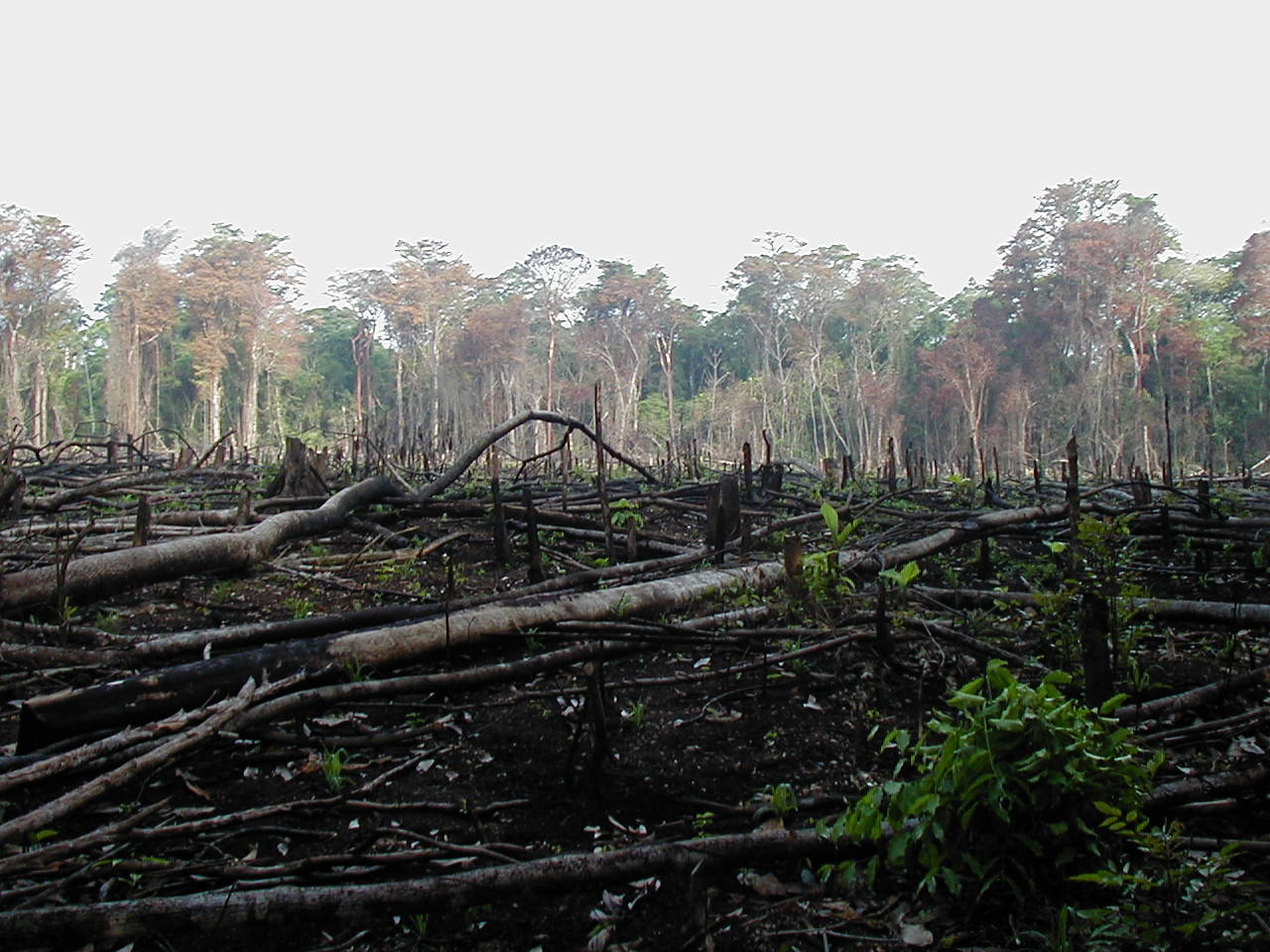

A halak törzsfejlődése szerint az egyik legfiatalabb és a második legnépesebb csoport az Apistogrammáké, amelynek rendkívül gyors az evulóciós fejlődése. Egyes vélemények szerint egy új Apistogramma faj megjelenése öt és tízezer év közé tehető. Az évmilliók alatt olyan hihetetlen faj- és színgazdagság jött létre Amazóniában, hogy máig sem tudni, mennyi új halfajt és színváltozatokat rejt még az esőerdő. Az utóbbi tíz évben az ismert Apistogramma fajok és a klaszterek száma megkétszereződött, sok sp. jelölésű fajt előbb foglalnak rendszerbe, mintsem leírták volna. A sietség nem véletlen, jelen pillanatban ökológiai katasztrófa elé néz Dél-Amerika, ha továbbra is ilyen gyors ütemben folyik az esőerdő kiirtása (természetvédelmi ichthiológia). A mitokondriális DNS-elemzés alapján az Apistogrammák törzsfejlődése három ágra tagolódik:
- 1) steindachneri vonal.
- 2) agassizii vonal.
- 3) regani vonal.

| Fejlődéstörténeti rendszerezés 2006. (Kladisztika) |
| -------------------------------------------------- |

## Szaporodásbiológia
Az Apistogramma fajok akváriumi tenyésztésekor az ivadékok között alkalmanként teljesen váratlan ivararányok mutatkoznak. A várakozásnak megfelelően az utódok között a hímek és nőstények
arányának kiegyenlítettsége lenne a várható, de ez nem mindig van így. A hallárvák és fiatal ivadékok különböző hőfokok és pH-értékek melletti felnevelése során az ivararány alakulásának környezettől függő (modifikációs) befolyásoltságát 33 Apistogramma fajnál sikerült eddig bizonyítani (Römer & Beisenherz, 1995–1996). A nemek kiegyensúlyozott aránya körülbelül 26 °C-on történő felnevelésnél alakul ki, alacsonyabb hőmérsékleten a nőstények aránya dominál, magasabb hőmérsékleten a hímeké. A hőmérséklet hatása az ikrázást követő 30-40 napig befolyásolja a nemek arányának alakulását, addig a kishalak kettős ivarúak (Nakamura, 1998 & Baroiller, 1999). Az Apistogramma fajok modifikációs befolyásoltságú ivararány-alakulására hasonló következtetésű magyarázat jelenleg még nincs. Szabadvízi megfigyelésekkel azonban időközben sikerült megállapítani, hogy legalábbis regionálisan és időben korlátozottan, az Apistogramma fajok természetes élőhelyein is fellép kiegyenlítetlen ivari eloszlás (Römer, 2000).

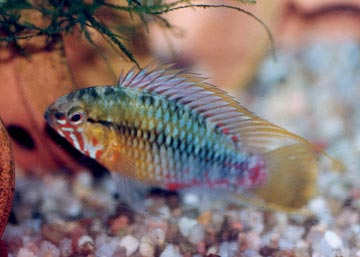
Apistogramma hongsloi

Régóta ismert és bizonyított a halaknál az ivarok genetikus, azaz örökletesen meghatározott alakulása (Price, 1884). Az ivarok modifikációs hatástól függő alakulását azonban csak jóval később, először az észak-amerikai atlanti-óceáni partvidéken előforduló Menidia menidia faj egyedeinél (Conover & Kynard, 1981), és az Észak-Amerikai-öböl partjai mentén élő Menidia beryllina fajnál (Middaugh & Hemmer, 1987), valamint éppen az Apistogramma fajoknál (Römer & Beisenherz, 1995-1996) állapították meg.